# Quatre pièces pour clarinette et piano

Les Quatre Pièces pour clarinette et piano opus 5 sont un cycle de pièces de musique de chambre d'Alban Berg. Composées en 1913, elles sont créées le 17 octobre 1919 à Vienne par la Société d'exécutions musicales privées fondée par Arnold Schoenberg. Elles relèvent dixit Pierre Boulez « d'un geste amorcé dont on sent qu'il pourrait se continuer, se diffuser, se multiplier. Telles les amorces dans le journal de Kafka, ces pièces  nous laissent soupçonner des prolongements non exprimés, au-delà de l'écriture réelle, fermée ».

## Structure
1. Maßig - Langsam (modérément, lent)
2. Sehr langsam (très lent)
3. Sehr rash (très vif)
4. Langsam (lent)

## Source
- François-René Tranchefort. Guide de la musique de chambre, éd. Fayard 1987 p. 112